# Kompetíció

Egy nagy kócsag és egy brazil kárókatona verseng a területért

Kompetíció, magyarul versengés alatt a más szervezet számára is fontos környezeti tényező (táplálékforrás, víz, fény) elvonását, illetve hasznosítását értjük akkor is, ha ez felismerhető agresszivitás nélkül történik. A versengés az életciklus minden szakaszát végigkíséri az újulati fázistól az élettartam végéig. A versengésben elmaradó egyedek asszimilációja előbb-utóbb a kompenzációs szint alá süllyed, ami pusztulásukhoz vezet; ez a sűrűségfüggő mortalitás megnyilvánulása a populációban. Egy adott termőhelyen a versengés során fennmaradni képes egyedsűrűség egyrészt a rendelkezésre álló erőforrásoktól, azaz az eltartóképességtől (termőhelyi potenciáltól), másrészt az egyedek élőhellyel szemben támasztott igénytől függ. 
A Gauze-elv kimondja, hogy két azonos környezeti igényű faj nem élhet tartósan ugyanazon az élőhelyen.

## Populációk közötti versengés
Fás növények esetében különösen szembeötlő a mérettel arányosan növekvő növőtérigény, amely a korral csökkenő egyedszámhoz vezet. Az azonos fajú egyedek versengésének elviselése a genetikailag meghatározott toleranciától függ. Az állatfajokkal ellentétben a növények, de különösen a fás növények esetében, a kompetíció döntően befolyásolja az egyed megjelenését: a felső faállományszintek korlátozó hatása miatt az azonos méretű egyedek kora természetes körülmények között nagyon eltérő lehet. Számos, fiatal korban árnytűrő fafaj (pl. jegenyefenyő) esetében jellegzetes, hogy az újulat akár évtizedekig is képes vegetálni az alsó szintben.
A versengés a virágzásra és terméshozásra is kihat. Általában érvényes, hogy a növőtér korlátozása a generatív szervek képzését erősebben befolyásolja, mint a növekedést. Egynyári növények esetében növekvő sűrűséggel a virágok, terméskezdemények abortálnak, az egyedenkénti maghozam csökken. Évelő növények a nagyobb sűrűségre a vegetatív életszakasz meghosszabbodásával reagálnak, így például a kétnyáriak élettartama megnövekszik. Fás növények növőterének csökkenése esetén a terméshozás sokkal erősebben esik vissza, mint a magassági vagy átmérőnövekedés; ez a gyümölcsfákra is érvényes. Kiemelendő, hogy a termésmennyiség csökkenésével ellentétben a magméret a külső hatásoktól aránylag független, genetikailag meghatározott tulajdonság.
Fentiek alapján világos, hogy az egyébként genetikailag rögzült energiamegosztás vagy allokáció a vegetatív és generatív szervek között a versengési viszonyok hatására eltolódik, illetve ez az arány a növőtér változtatásával befolyásolható.